# Pleosporomycetidae
Sous-classe
Les Pleosporomycetidae sont une sous-classe de champignons (Fungi) de la classe des Dothideomycetes.

## Systématique
Le nom scientifique complet (avec auteurs) de ce taxon est Pleosporomycetidae C.L. Schoch, Spatafora, Crous & Shoemaker, 2007, construit à partir du genre type Pleospora. Il est choisi dans une étude phylogénétique de 2007 pour désigner l'une des deux lignées principales de la classe des Dothideomycetes, l'autre étant la sous-classe des Dothideomycetidae.

## Liste des ordres
Selon MycoBank (17 avril 2022) :
- Gloniales Jayasiri & K.D. Hyde, 2018
- Hysteriales Lindau, 1897
- Jahnulales K.L. Pang, Abdel-Wahab, El-Shar., E.B.G.Jones & Sivichai (2002)
- Lophiostomatales L.N. Vassiljeva, 1998
- Mytilinidiales E.W.A. Boehm, C.L. Schoch & Spatafora, 2009
- Pleosporales Luttr. ex M.E. Barr, 1987
- Venturiales Y. Zhang ter, C.L. Schoch & K.D. Hyde, 2011